# ویلیام او داگلاس
ویلیام او داگلاس (انگلیسی: William O. Douglas; ۱۶ اکتبر ۱۸۹۸ – ۱۹ ژانویهٔ ۱۹۸۰) سیاست‌مدار اهل ایالات متحده آمریکا بود.